# Collegio uninominale Puglia - 02 (Camera dei deputati 2017)
Il collegio elettorale uninominale Puglia - 02 è stato un collegio elettorale uninominale della Repubblica Italiana per l'elezione della Camera dei deputati tra il 2017 ed il 2022.

## Territorio
Come previsto dalla legge elettorale italiana del 2017, il collegio era stato definito tramite decreto legislativo all'interno della circoscrizione Puglia.
Era formato da parte del territorio del comune di Bari (quartieri Carbonara di Bari, Ceglie del Campo, Loseto, Palese Macchie, Santo Spirito, San Paolo e Stanic) e dai comuni di Bitonto, Bitritto, Capurso, Modugno, Noicattaro, Sannicandro di Bari, Triggiano e Valenzano nella città metropolitana di Bari.
Il collegio era parte del collegio plurinominale Puglia - 01.

## Eletti
| Elezione | Elezione | Deputato                | Partito            |
| -------- | -------- | ----------------------- | ------------------ |
|          | 2018     | Francesca Anna Ruggiero | Movimento 5 Stelle |

## Dati elettorali

### XVIII legislatura
Come previsto dalla legge elettorale, 232 deputati erano eletti con sistema a maggioranza relativa in altrettanti collegi uninominali a turno unico.
| Candidati              | Candidati                         | Voti    | %     | Liste                    | Voti    | %     |
| ---------------------- | --------------------------------- | ------- | ----- | ------------------------ | ------- | ----- |
|                        | Francesca Anna Ruggiero ✔️ Eletto | 83 889  | 50,09 | Movimento 5 Stelle       | 83 889  | 50,09 |
|                        | Massimo Cassano                   | 49 805  | 29,74 | Forza Italia             | 34 016  | 20,31 |
| Lega                   | Massimo Cassano                   | 49 805  | 29,74 | 8 334                    | 4,98    |       |
| Fratelli d'Italia      | Massimo Cassano                   | 49 805  | 29,74 | 5 083                    | 3,04    |       |
| Noi con l'Italia - UDC | Massimo Cassano                   | 49 805  | 29,74 | 2 372                    | 1,42    |       |
|                        | Giuseppe Giulitto                 | 23 497  | 14,03 | Partito Democratico      | 19 566  | 11,68 |
| +Europa                | Giuseppe Giulitto                 | 23 497  | 14,03 | 2 371                    | 1,42    |       |
| Italia Europa Insieme  | Giuseppe Giulitto                 | 23 497  | 14,03 | 1 129                    | 0,67    |       |
| Civica Popolare        | Giuseppe Giulitto                 | 23 497  | 14,03 | 431                      | 0,26    |       |
|                        | Giuseppe Catacchio                | 5 905   | 3,53  | Liberi e Uguali          | 5 905   | 3,53  |
|                        | Lucia Volpicella                  | 1 200   | 0,72  | Potere al Popolo!        | 1 200   | 0,72  |
|                        | Nicola Baldassarre                | 1 188   | 0,71  | CasaPound                | 1 188   | 0,71  |
|                        | Angela Fortunato                  | 1 004   | 0,60  | Il Popolo della Famiglia | 1 004   | 0,60  |
|                        | Manuela Palmi                     | 471     | 0,28  | Partito Comunista        | 471     | 0,28  |
|                        | Marco Baldassarre                 | 298     | 0,18  | 10 Volte Meglio          | 298     | 0,18  |
|                        | Rosa Tunzi                        | 205     | 0,12  | PRI - ALA                | 205     | 0,12  |
| Totale                 | Totale                            | 167 462 | 100   |                          | 167 462 | 100   |
|                        |                                   |         |       |                          |         |       |
| Voti non validi        | Voti non validi                   | 4 688   | 2,72  |                          |         |       |
| Votanti                | Votanti                           | 172 150 | 69,47 |                          |         |       |
| Elettori               | Elettori                          | 247 798 |       |                          |         |       |